# Reserva biológica Isla de Maracá
La Reserva Biológica Isla de Maracá (en portugués: Reserva Biológica Ilha de Maracá) Está situada en Uraricoera en el estado de Roraima, al norte de Brasil. Dista 135 km de Boa Vista en el municipio de Amajari.
La isla de Maracá está situada en la frontera entre la selva amazónica y la sabana que se extiende por Venezuela y Guyana. Situada en el Uraricoera medio, la isla de Maraca tiene una extensión de 101 312 ha, 25 km de ancho y 60 kmde largo. Es bordeada por la división del río Uraricoera en dos ramales: Santa Rosa, al norte y el sur de Maracá, todos ellos difíciles de navegar.
La estación tiene una infraestructura con base administrativa, con viviendas, energía eléctrica, y teléfonos. Es sede de numerosos proyectos de investigación, nacionales e internacionales, por lo que es considera una de las Unidades de conservación del país.
Maraca fue la primera estación ecológica en Brasil, y se estableció en el 18 de abril de 1979 y en la actualidad su director es Guttemberg Moreno.